# Kattur
Kattur es una ciudad censal situada en el distrito de Thrissur en el estado de Kerala (India). Su población es de 18017 habitantes (2011). Se encuentra a 18 km de Thrissur y a 56 km de Cochín.

## Demografía
Según el censo de 2011 la población de Kattur era de 18017 habitantes, de los cuales 8315 eran hombres y 9702 eran mujeres. Kattur tiene una tasa media de alfabetización del 95,75%, superior a la media estatal del 94%: la alfabetización masculina es del 97,58%, y la alfabetización femenina del 94,22%.